# منتخب تركمانستان لكرة الطائرة للرجال
منتخب تركمانستان لكرة الطائرة للرجال هو ممثل تركمانستان الرسمي في المنافسات الدولية في كرة طائرة في فئة كرة الطائرة للرجال.